# 麗閣邨
麗閣邨（英語：Lai Kok Estate）是香港的一個公共屋邨，位於九龍深水埗東京街12號。屋邨在1977年開始興建，並於1981年開始入伙，由香港房屋委員會負責屋邨管理。
怡閣苑（英語：Yee Kok Court）是深水埗區的居屋屋苑，位於九龍深水埗長沙灣道329至343號 ，在麗閣邨北面，共有七座樓宇，在1981年落成，是香港早期落成的居屋之一。跟一般居屋不同，怡閣苑第一期所有單位均不用補地價，而且一律都可以在公開市場自由轉讓。

## 歷史
麗閣邨的地皮位於欽州街西面的填海地，前身是1927年開始使用的深水埗軍營，在1940年代日佔香港，日軍曾改為戰俘集中營，用以囚禁當時駐港而被俘虜的加拿大、印度和英國籍的士兵。1945年8月香港重光後，英軍重新使用軍營，到1977年關閉，部份位置建成麗閣邨及深水埗公園。越南船民營於1989年關閉後，原址在1990年代初發展為麗安邨和西九龍中心，於1993年和1994年建成和啟用。
屋邨在入伙前，曾經命名為「荔角邨」，原因是位處荔枝角道以北地段，但因為以免與荔枝角混淆，故此改名為麗閣邨。
基滙資本「民坊」接管麗閣商場，在2019年11月完成翻新後，建築採用貨櫃工業風格設計，引入多間商戶包括當時未上市的香港初創電商友和YOHO。

## 屋邨資料

### 樓宇

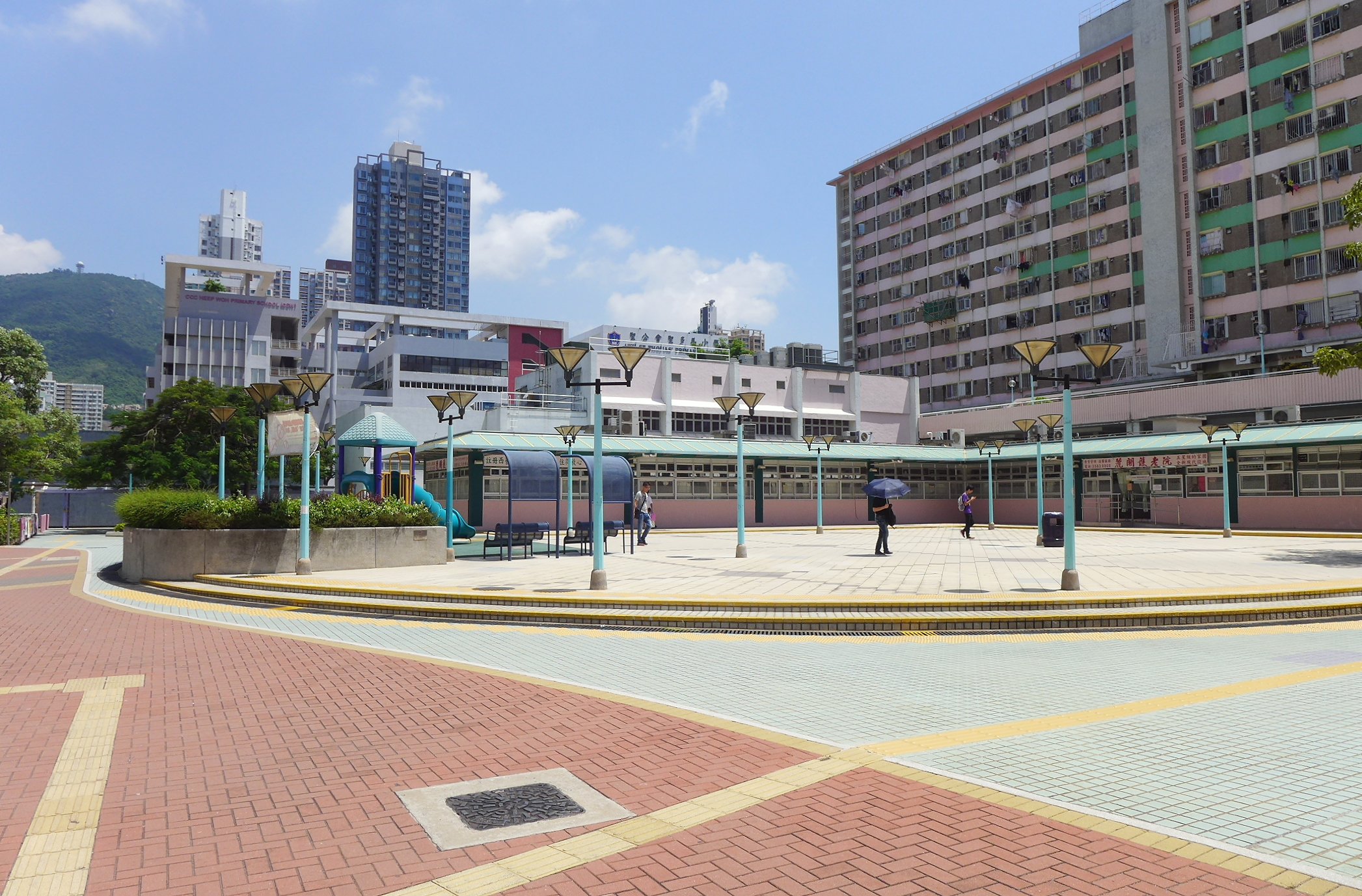
入口廣場

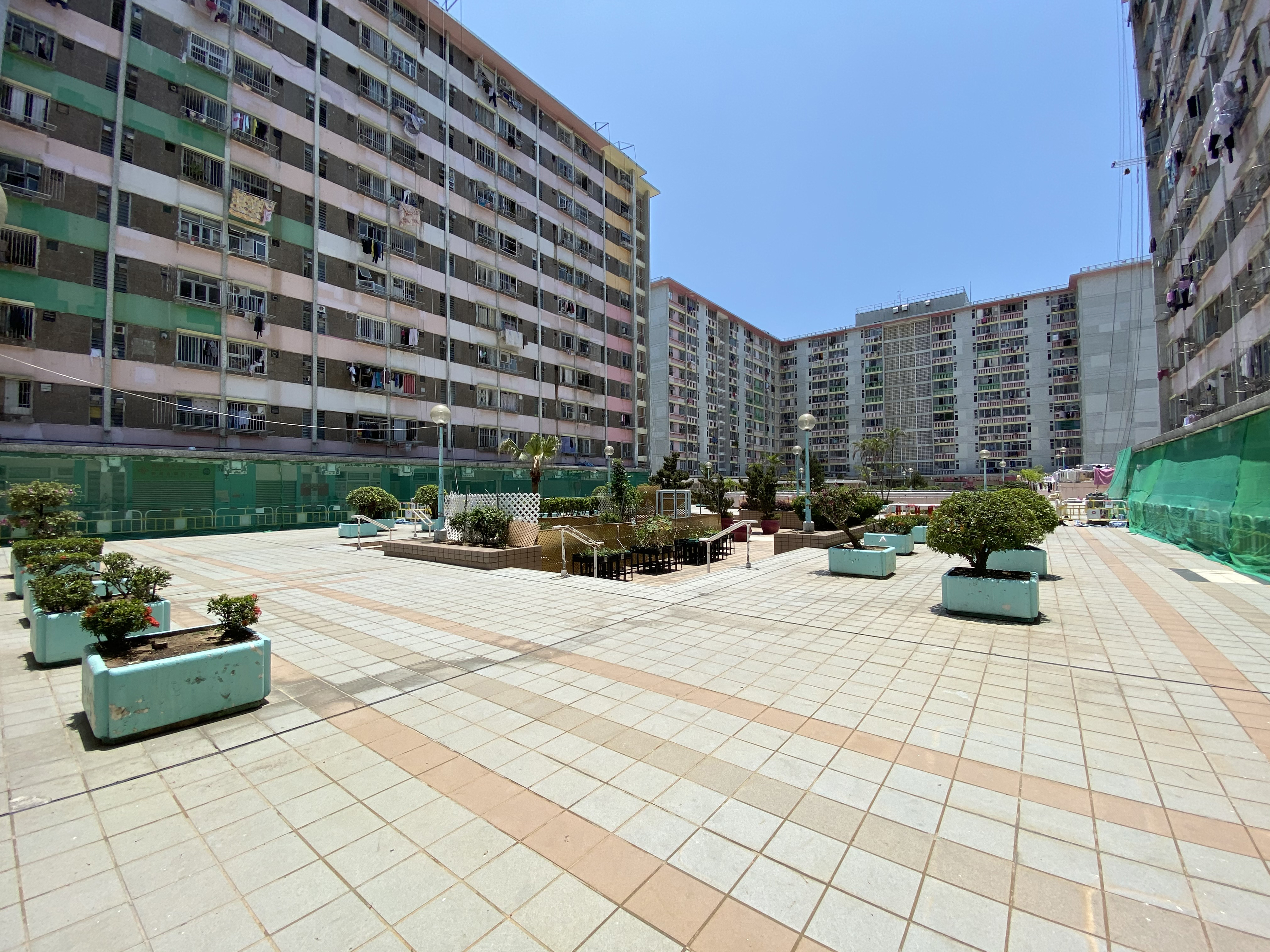
屋邨平台

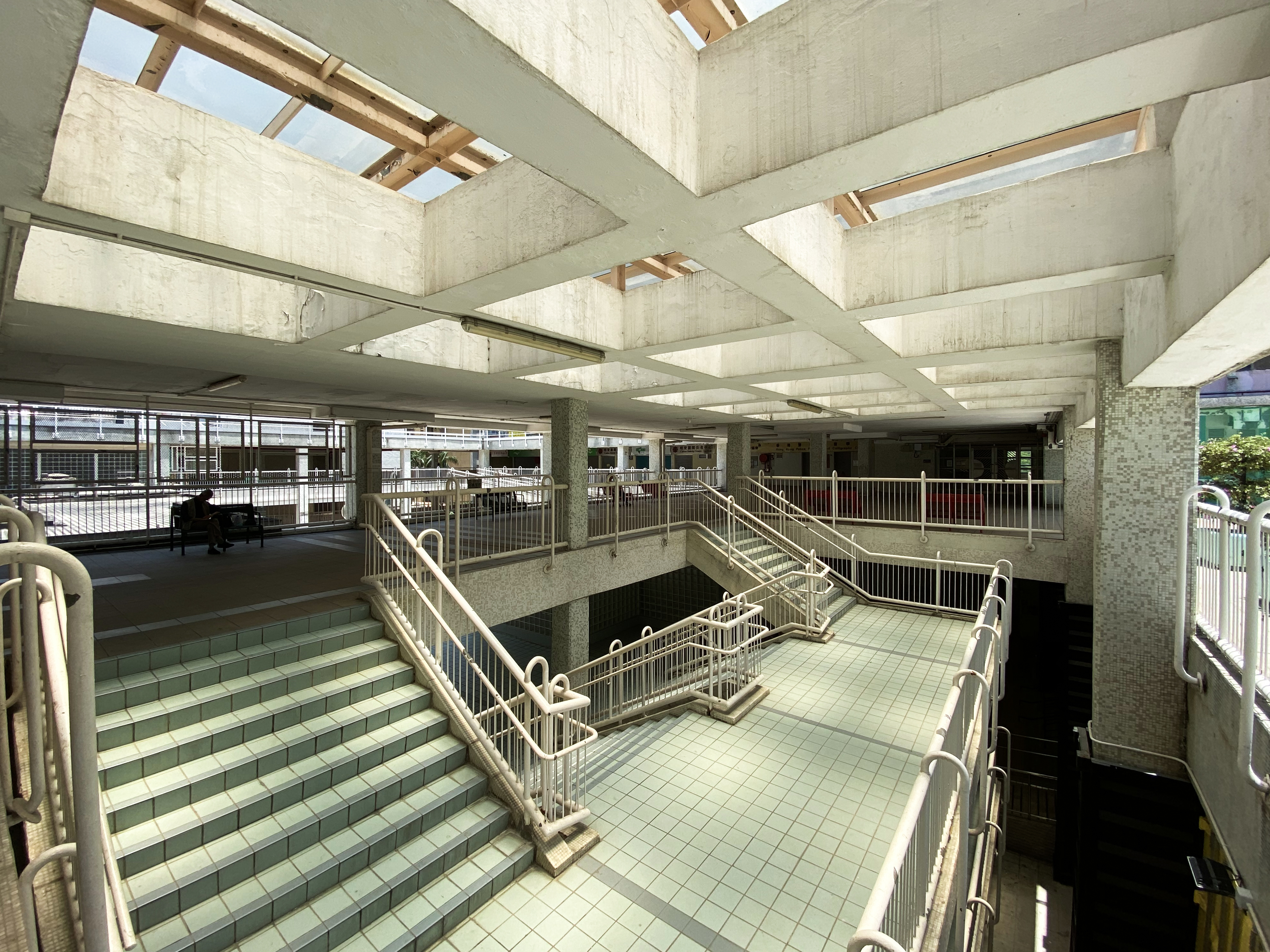
平台往商場的大樓梯

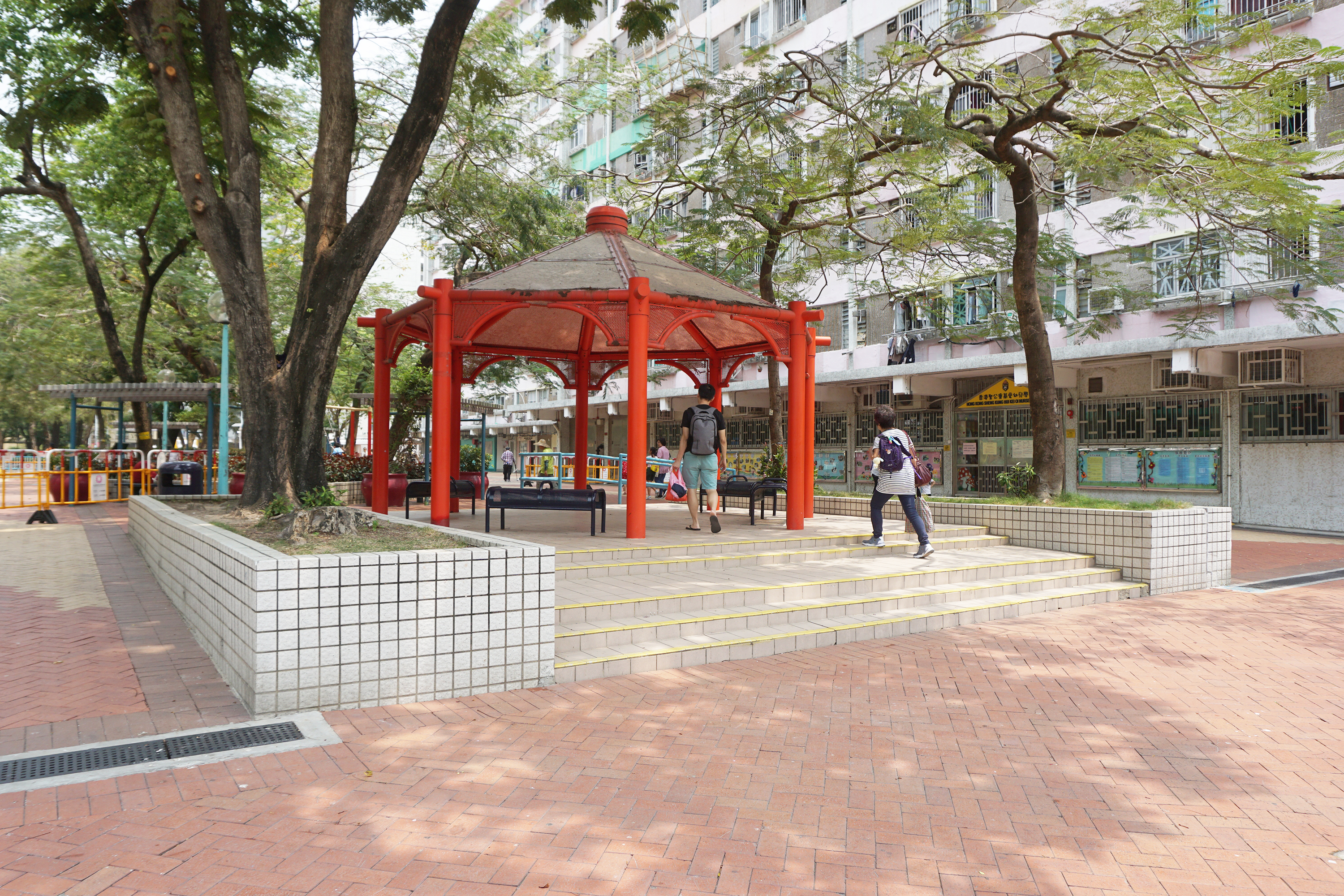
涼亭及幼兒學校

屋邨入口近長沙灣站出入口設廣場和麗閣社區會堂。廣場前身是熟食冬菇亭。2000年代冬菇亭拆卸，廣場部份範圍後期增建了僱員再培訓局實務技能培訓及評估中心和麗閣護老院。而屋邨設平台連接多座樓宇。地面設多個兒童遊樂場和健體及棋藝區。
屋邨中央為公園，部份範圍曾經為香港屋邨少有的臨時單車場，設有假山和斜岥，不過在1990年代開始，中央公園及臨時單車場卻淪為老人街坊「聚賭樂園」，後來政府在2008年改建成深水埗公園第2期，聚賭問題才開始杜絕。

#### 麗閣邨
| 樓宇名稱（座號） | 樓宇類型                     | 落成年份 | 樓宇層數 （住宅層數） | 每層伙數 | 每座單位總數（伙） | 建築師       | 承建商   | 採用的升降機廠商 （更換前） | 現時採用的升降機廠商 （更換後） | 期數 |
| ---------------- | ---------------------------- | -------- | --------------------- | -------- | ------------------ | ------------ | -------- | --------------------------- | ------------------------------- | ---- |
| 麗萱樓（第1座）  | 三連座「I」型                | 1981年   | 13（12）              | 27       | 324                | 房屋署建築師 | 煥利建築 | 三菱 ACR (AC/2)             | 奧的斯 OH6000 (VVVF)            | 1-1  |
| 麗蘿樓（第2座）  | 三連座「I」型                | 1981年   | 13（12）              | 27       | 324                | 房屋署建築師 | 煥利建築 | 三菱 ACR (AC/2)             | 奧的斯 OH6000 (VVVF)            | 1-1  |
| 麗薇樓（第3座）  | 三連座「I」型                | 1981年   | 13（12）              | 27       | 324                | 房屋署建築師 | 煥利建築 | 三菱 ACR (AC/2)             | 奧的斯 OH6000 (VVVF)            | 1-1  |
| 麗芙樓（第4座）  | 舊長型 （中央走廊式，連接I） | 1981年   | 13（12）              | 40       | 480                | 房屋署建築師 | 煥利建築 | 富士達 DC-GD (DC)           | 奧的斯 OH6000 (VVVF)            | 2    |
| 麗菊樓（第6座）  | 舊長型 （中央走廊式，連接I） | 1981年   | 13（12）              | 40       | 480                | 房屋署建築師 | 煥利建築 | 富士達 DC-GD (DC)           | 奧的斯 OH6000 (VVVF)            | 2    |
| 麗荷樓（第5座）  | 舊長型 （中央走廊式，連接I） | 1981年   | 13（10）              | 40       | 400                | 房屋署建築師 | 煥利建築 | 三菱 ACR (AC/2)             | 奧的斯 OH6000 (VVVF)            | 3    |
| 麗葵樓（第7座）  | 舊長型 （中央走廊式，連接I） | 1981年   | 13（10）              | 40       | 400                | 房屋署建築師 | 煥利建築 | 三菱 ACR (AC/2)             | 奧的斯 OH6000 (VVVF)            | 3    |
| 麗蘭樓（第8座）  | 舊長型 （中央走廊式，連接I） | 1981年   | 13（10）              | 40       | 400                | 房屋署建築師 | 煥利建築 | 三菱 ACR (AC/2)             | 奧的斯 OH6000 (VVVF)            | 3    |

#### 怡閣苑

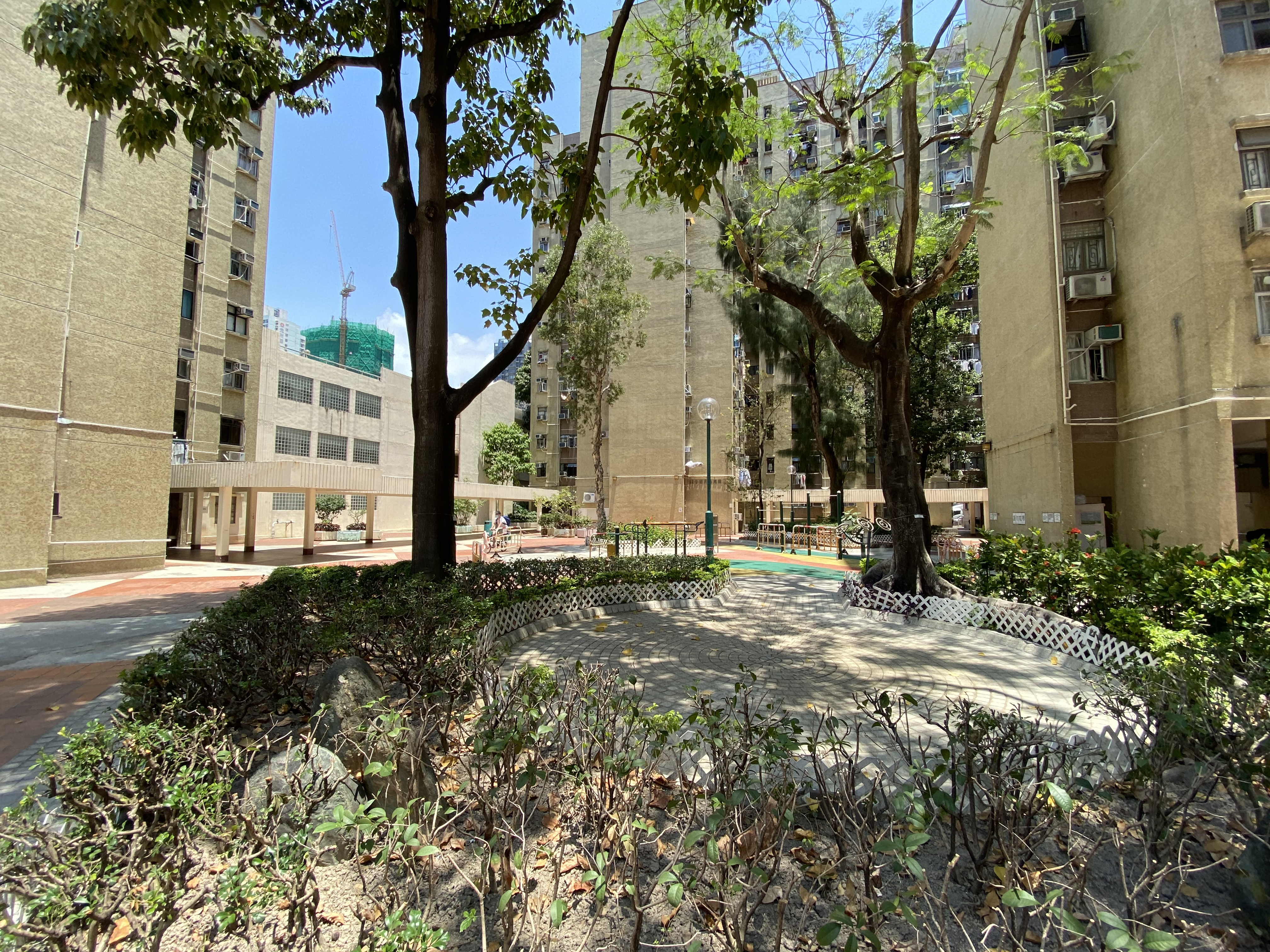
怡閣苑休憩空間

| 樓宇名稱（座號） | 門牌號碼      | 樓宇類型 | 落成年份 | 樓宇層數 （住宅層數） | 每層伙數 | 每座單位總數（伙） | 建築師       | 承建商   | 採用的升降機廠商 （更換前） | 現時採用的升降機廠商 （更換後） | 備註                     | 期數 |
| ---------------- | ------------- | -------- | -------- | --------------------- | -------- | ------------------ | ------------ | -------- | --------------------------- | ------------------------------- | ------------------------ | ---- |
| 怡樂閣（A座）    | 長沙灣道343號 | 舊十字型 | 1981年   | 13                    | 8        | 100                | 房屋署建築師 | 煥利建築 | 富士達 DC-GD (DC)           | 廣東快速 (VVVF，由達輝更換)     | 原本屬麗閣邨第一期乙樓宇 | 1-2  |
| 怡美閣（B座）    | 長沙灣道341號 | 舊十字型 | 1981年   | 13                    | 8        | 100                | 房屋署建築師 | 煥利建築 | 富士達 DC-GD (DC)           | 廣東快速 (VVVF，由達輝更換)     | 原本屬麗閣邨第一期乙樓宇 | 1-2  |
| 怡建閣（C座）    | 長沙灣道339號 | 舊十字型 | 1981年   | 13                    | 8        | 98                 | 房屋署建築師 | 煥利建築 | 富士達 DC-GD (DC)           | 廣東快速 (VVVF，由達輝更換)     | 原本屬麗閣邨第一期乙樓宇 | 1-2  |
| 怡泰閣（D座）    | 長沙灣道337號 | 舊十字型 | 1981年   | 13                    | 8        | 98                 | 房屋署建築師 | 煥利建築 | 富士達 DC-GD (DC)           | 廣東快速 (VVVF，由達輝更換)     | 原本屬麗閣邨第一期乙樓宇 | 1-2  |
| 怡康閣（E座）    | 長沙灣道331號 | 舊十字型 | 1983年   | 13                    | 8        | 100                | 房屋署建築師 | 煥利建築 | 富士達 DC-GD (DC)           | 廣東快速 (VVVF，由達輝更換)     | 不適用                   | 4    |
| 怡欣閣（F座）    | 長沙灣道329號 | 舊十字型 | 1983年   | 13                    | 8        | 100                | 房屋署建築師 | 煥利建築 | 富士達 DC-GD (DC)           | 廣東快速 (VVVF，由達輝更換)     | 不適用                   | 4    |
| 怡秀閣（G座）    | 長沙灣道333號 | 舊十字型 | 1983年   | 13                    | 8        | 98                 | 房屋署建築師 | 煥利建築 | 富士達 DC-GD (DC)           | 廣東快速 (VVVF，由達輝更換)     | 不適用                   | 4    |

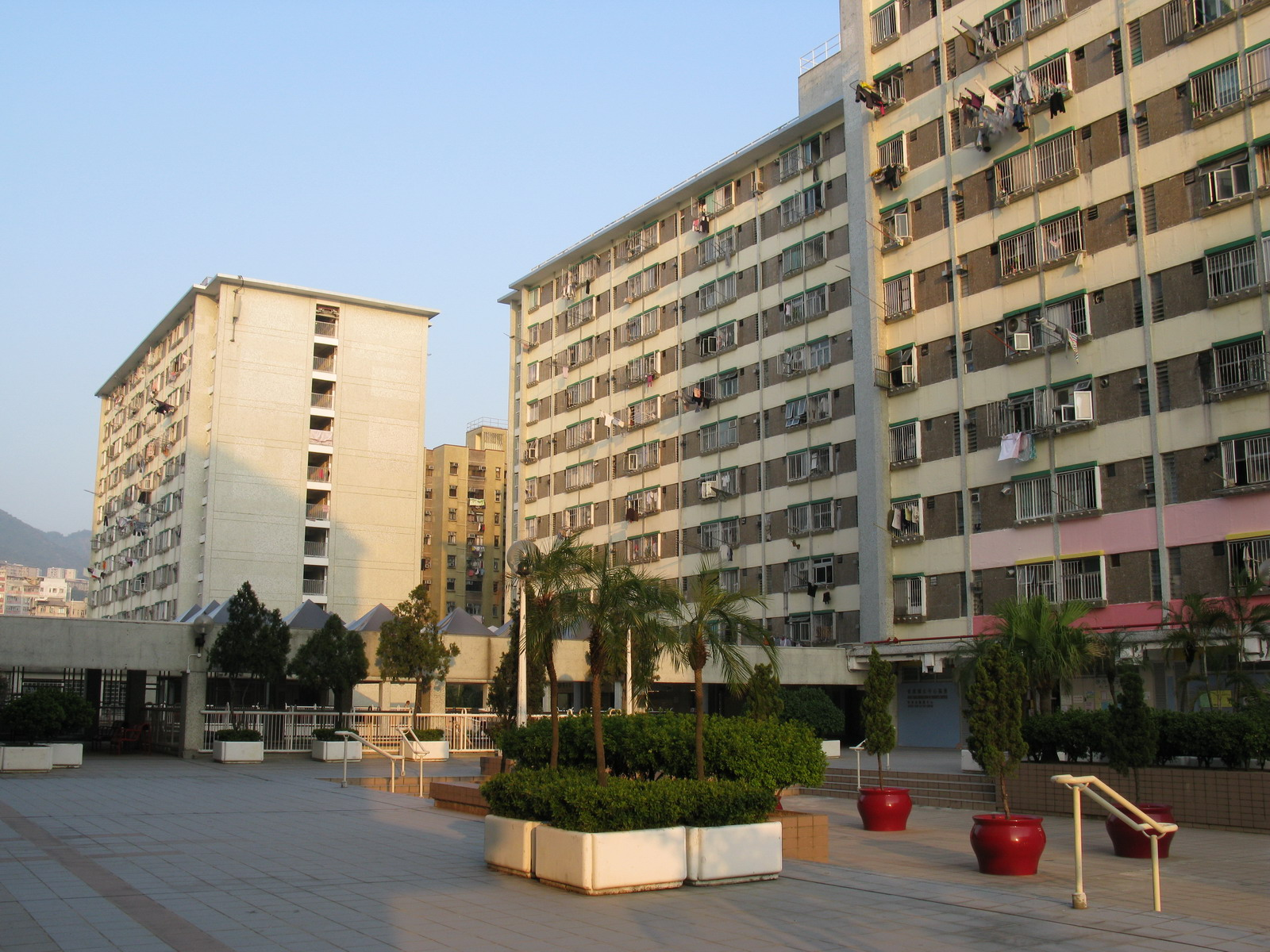
麗閣邨麗荷樓及麗蘭樓
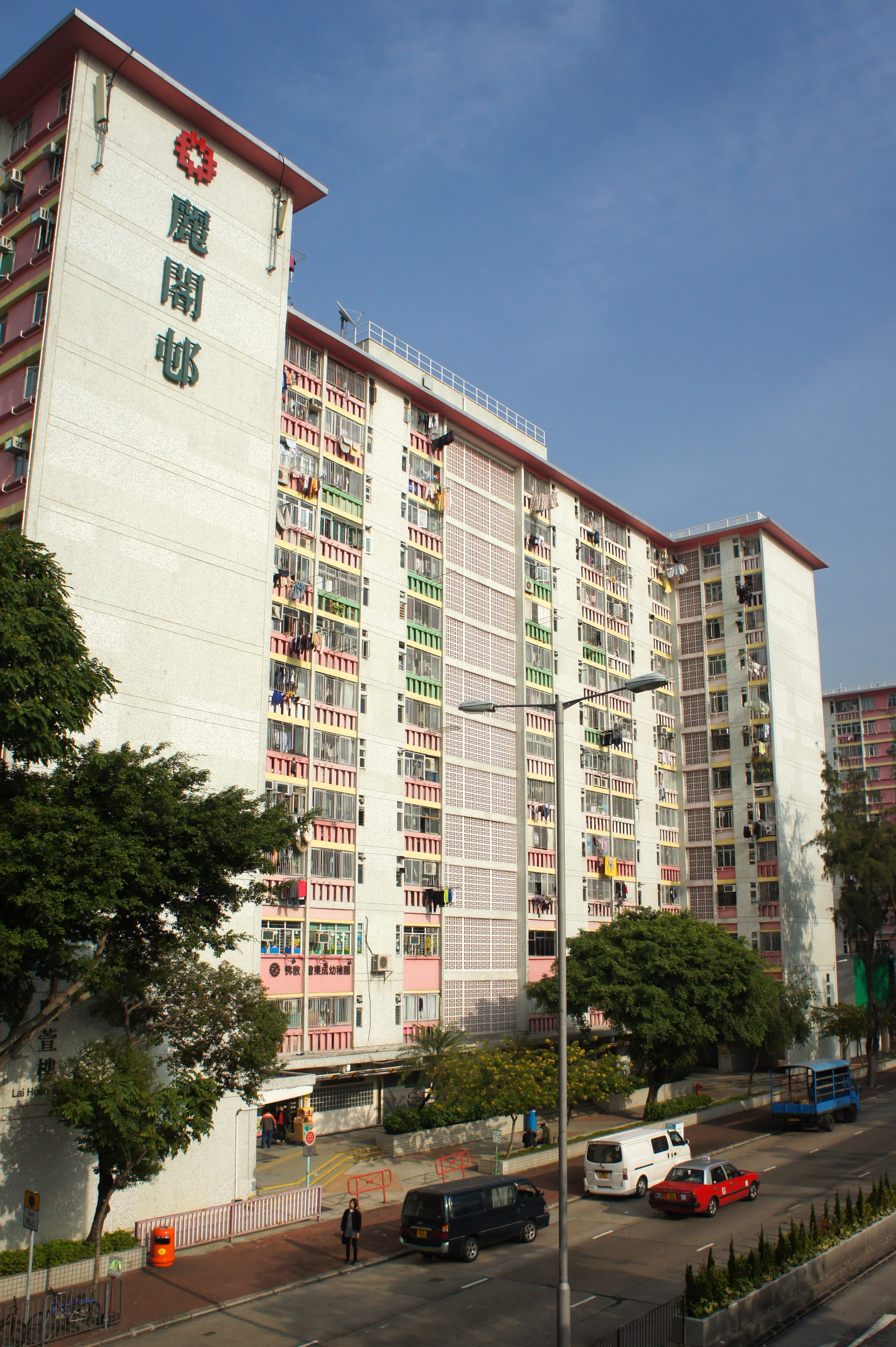
麗閣邨麗萱樓，前方道路為荔枝角道
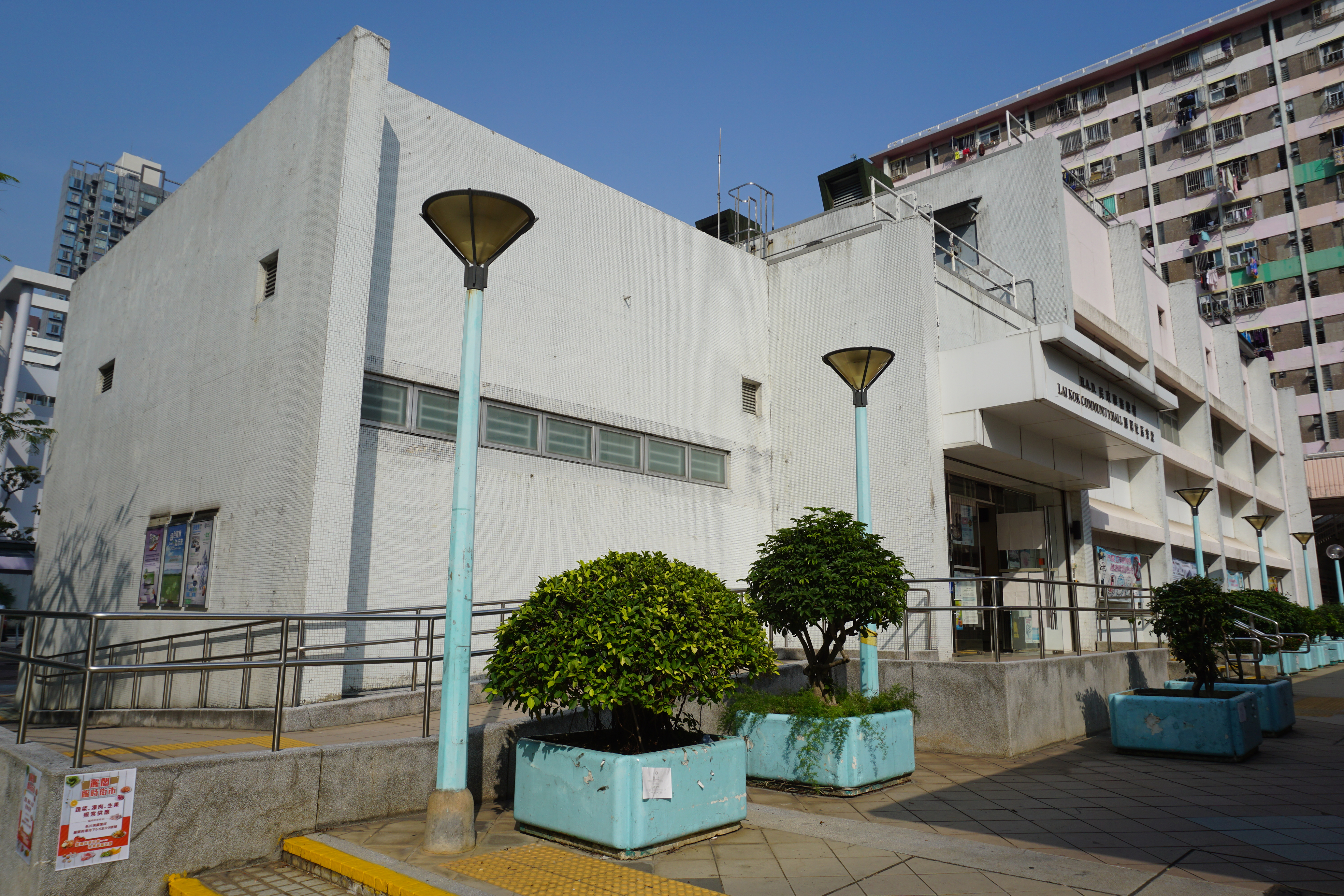
麗閣社區會堂
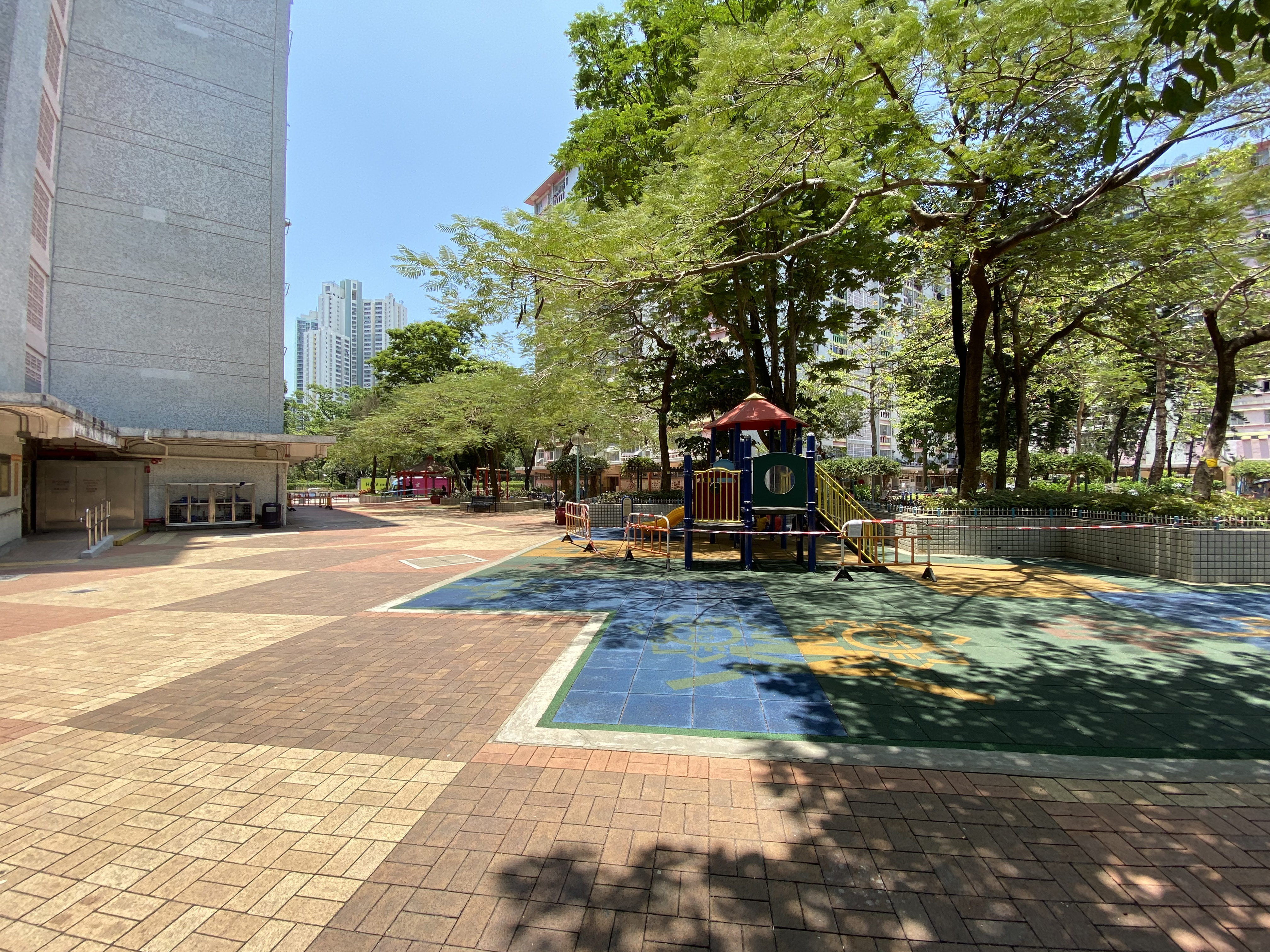
兒童遊樂場
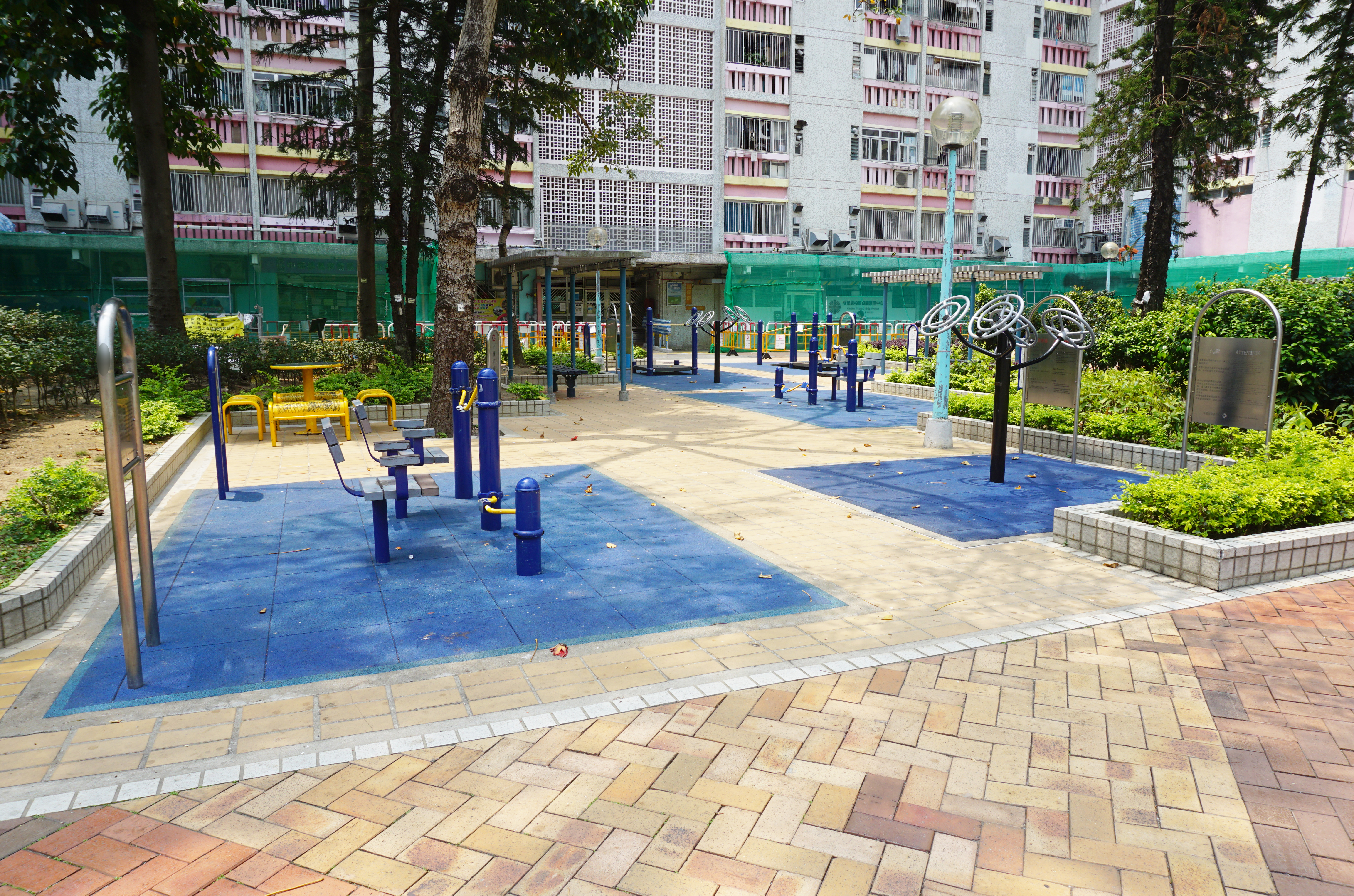
健體及棋藝區
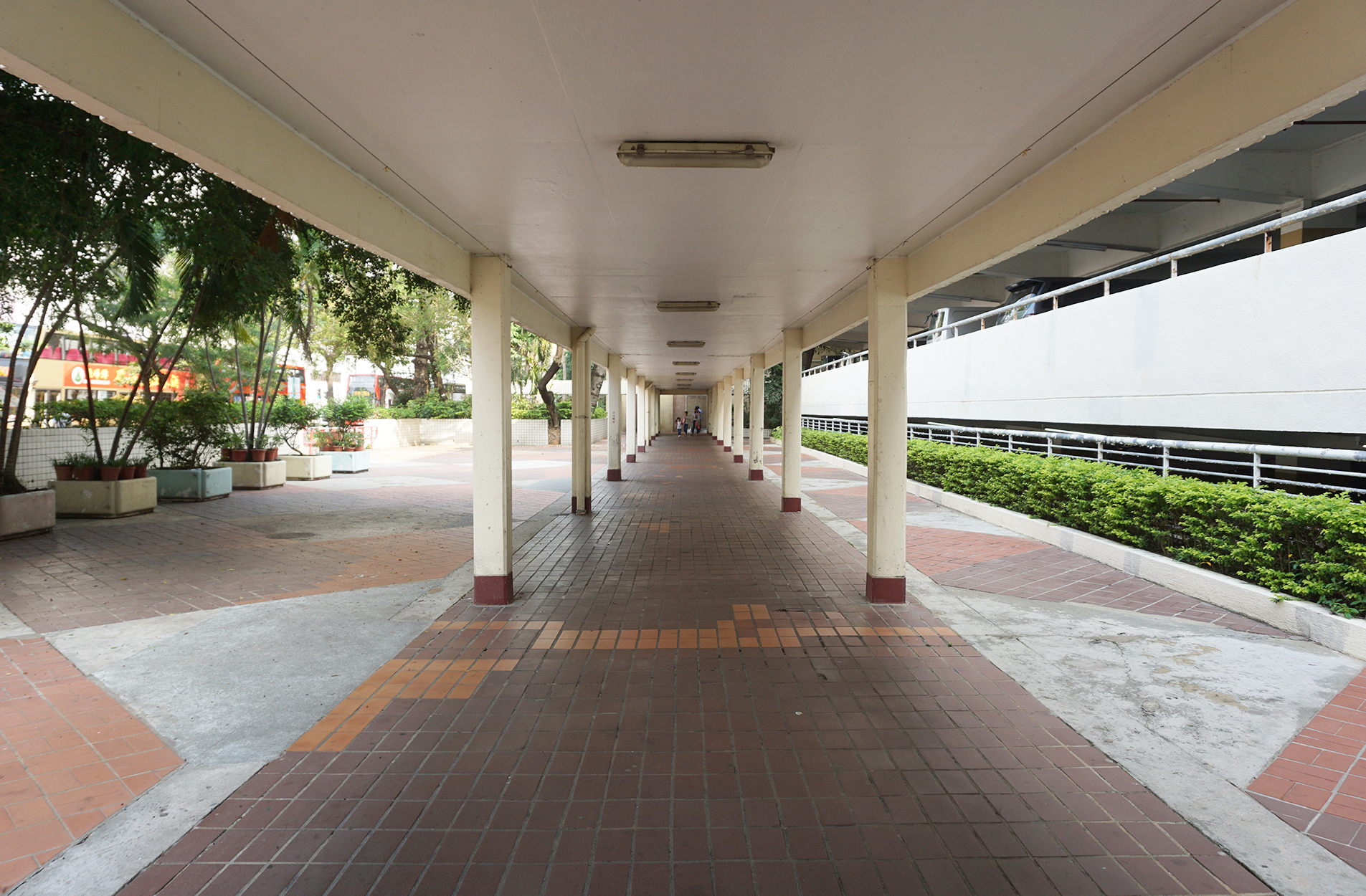
怡閣苑有蓋行人通道

## 麗閣商場

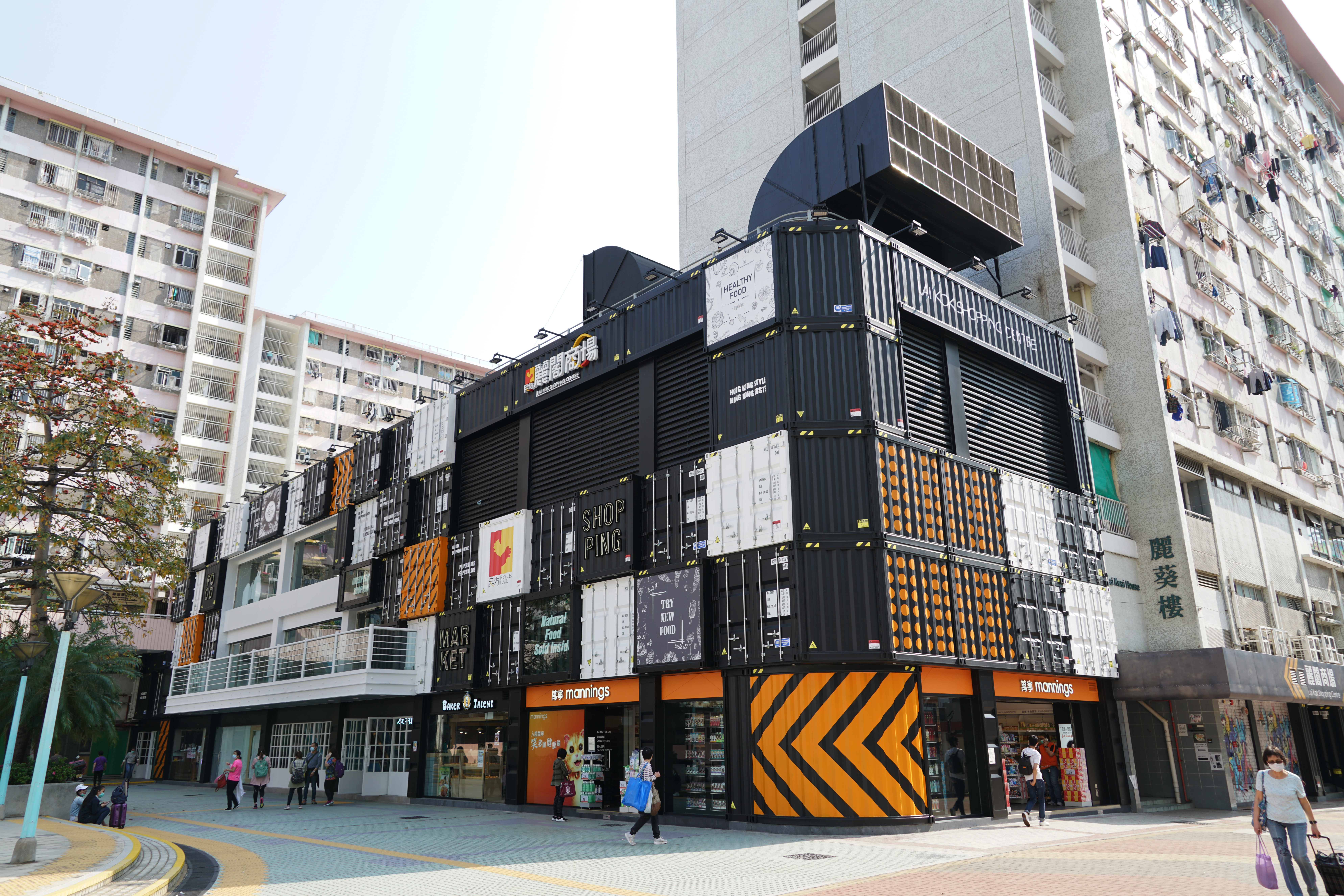
基滙資本「民坊」接管麗閣商場，在2019年11月完成翻新後，建築採用貨櫃工業風格設計

麗閣商場樓高3層，設多間商店，酒樓和街市，在1980至1990年代非常興旺。1990年代末，房署在麗葵樓走火通道增建3層冷氣商場同時改建1樓大花糟為冷氣商場，到2000年代起屋邨人口老化，3樓商場、街市和酒樓開始生意慘淡，大不如前。領展在2005年接手後，商場租金經過多次加租後，由以往56間店舖遞減至僅餘10檔，而3樓商場商戶被逼遷往地下街市，商場人流很少。在2014年，已開業多年，位於麗萱樓的舊7-11便利店結業，其後遷往麗閣社區會堂旁。而彩絲髮廊，新興餐廳，酒樓前報攤與友誼士多先後因大幅加租而被逼結業。到2018年，在入伙時已開業的寶華餐廳粥麵家易手，改名為金翠餐廳。
2019年3月31日，新業主基滙資本接手管理麗閣商場和街市部份，並同時耗資逾1億港元重新規劃商場佈局和翻新地下街市。多個開業多年的商戶，如明順海鮮菜館，麥禾田餅店，金翠餐廳和清香園茶餐廳等被逼結業。經過8個月後，到同年11月28日，商場與街市翻新完成，商場及街市內食肆由6間增至23間，並引入香港本土電商初創企業友和YOHO （页面存档备份，存于）以及多間連鎖食肆和酒樓，如荷里活冰室、魚米、湯加、新加坡麵包達人、MOS Burger和Pepper Lunch等。整體出租率逾九成。
少量原有的租戶，如明順海鮮菜館重新在商場開業。有經營五金店23年的店主指商場翻新後人流增加3倍，形容「死城復活」。

### 麗閣大酒樓
麗閣大酒樓在1981年開業，樓高2層，為邨內一眾長者的聚腳地，不少活動也在該處進行。1990年代改名為嘉龍閣海鮮酒家，2000年代酒樓改名為君好海鮮酒家。到2019年2月28日遭業主「基匯資本」大幅加租而結業，引起居民和地區人士不滿，批評業主無視邨酒樓在社區的重要性。當中二樓翻新後變為YWCA的職業訓練中心，但一樓仍空置中。

## 麗閣街市
麗閣街市翻新前空置率高達八成，衞生環境欠佳。街市在2019年11月翻新後，店舖由10間舖增至30多間。其中以貨櫃及塗鴉為主題的美食廣場，有12間餐廳。當中包括來自葵涌廣場的「壽司安」和Waffle Corner，來自深水埗的「森記粥店」。而部份更營業至凌晨1時。街坊認為新設美食廣場設計很好，提供座位讓人坐下。

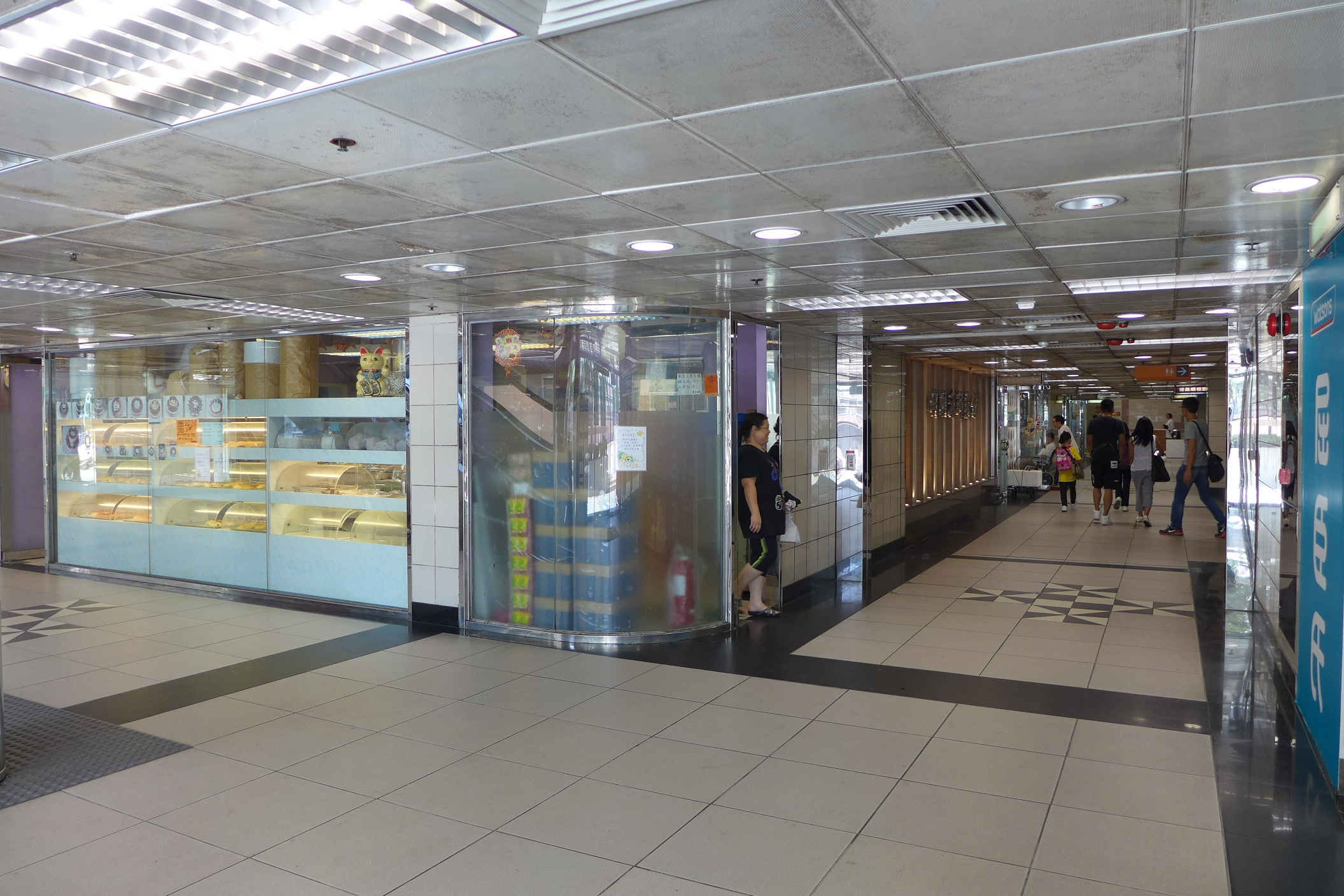
翻新前的麗閣商場地下（2015年）
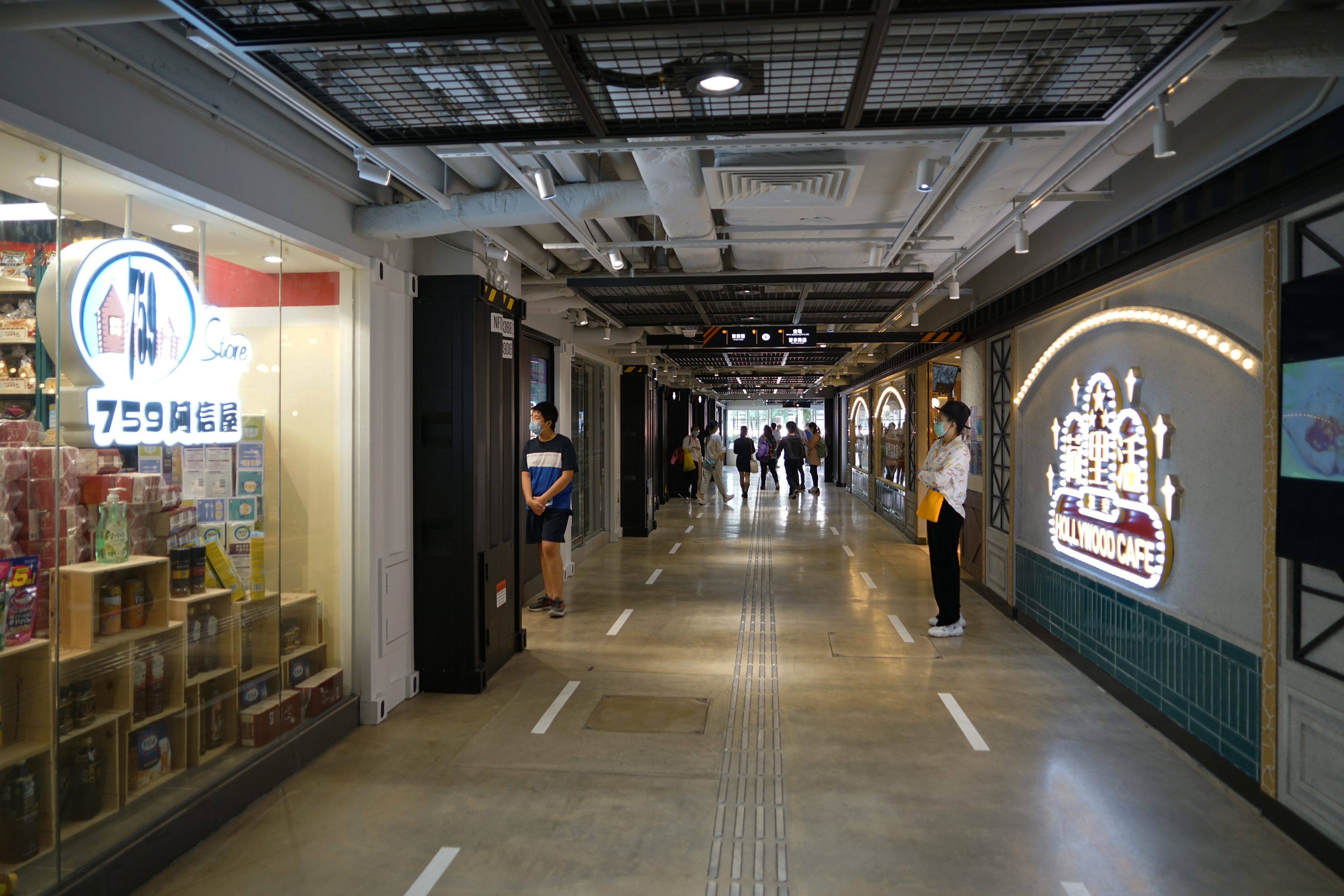
麗閣商場地下
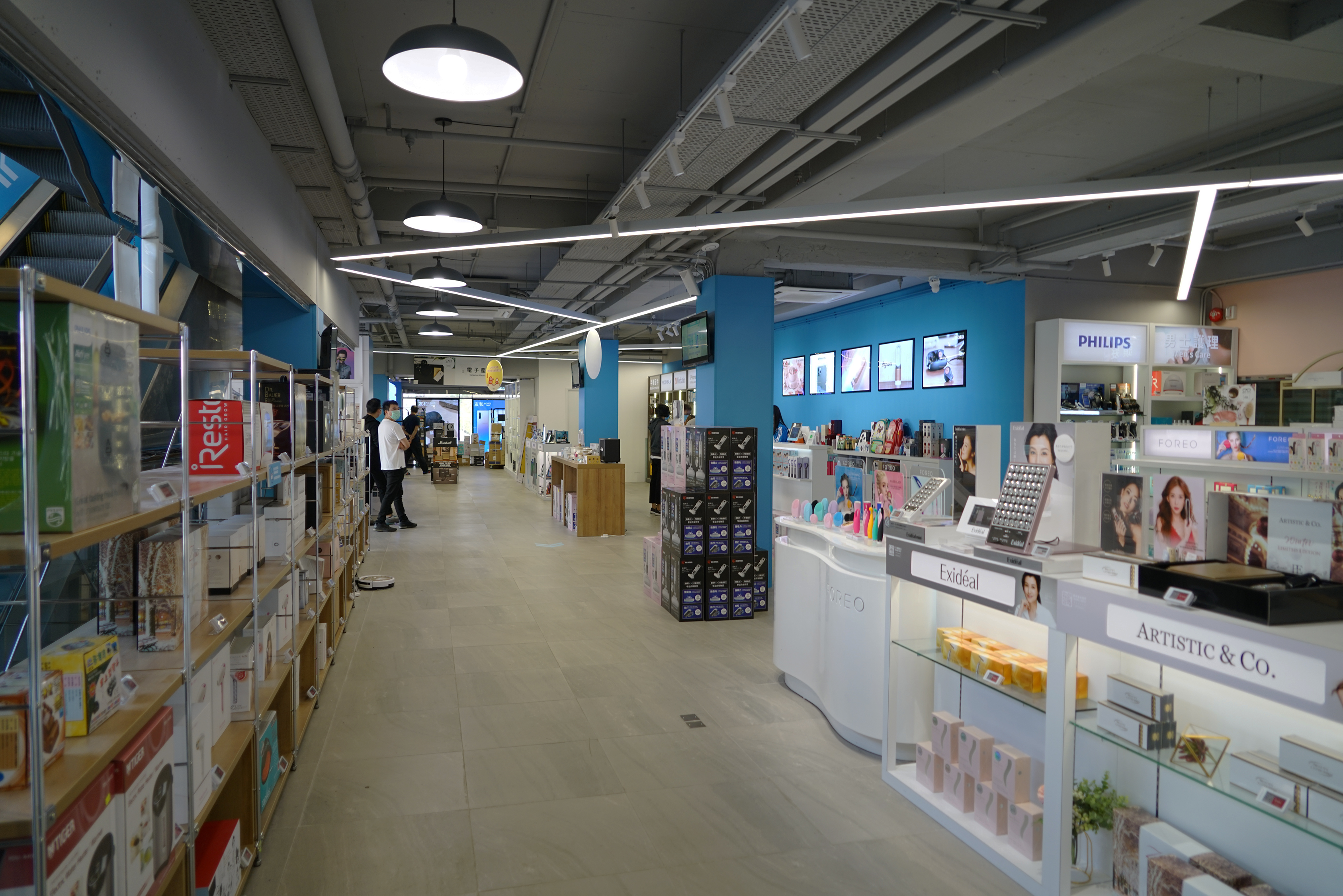
麗閣商場1樓友和YOHO （页面存档备份，存于）西九龍旗艦店
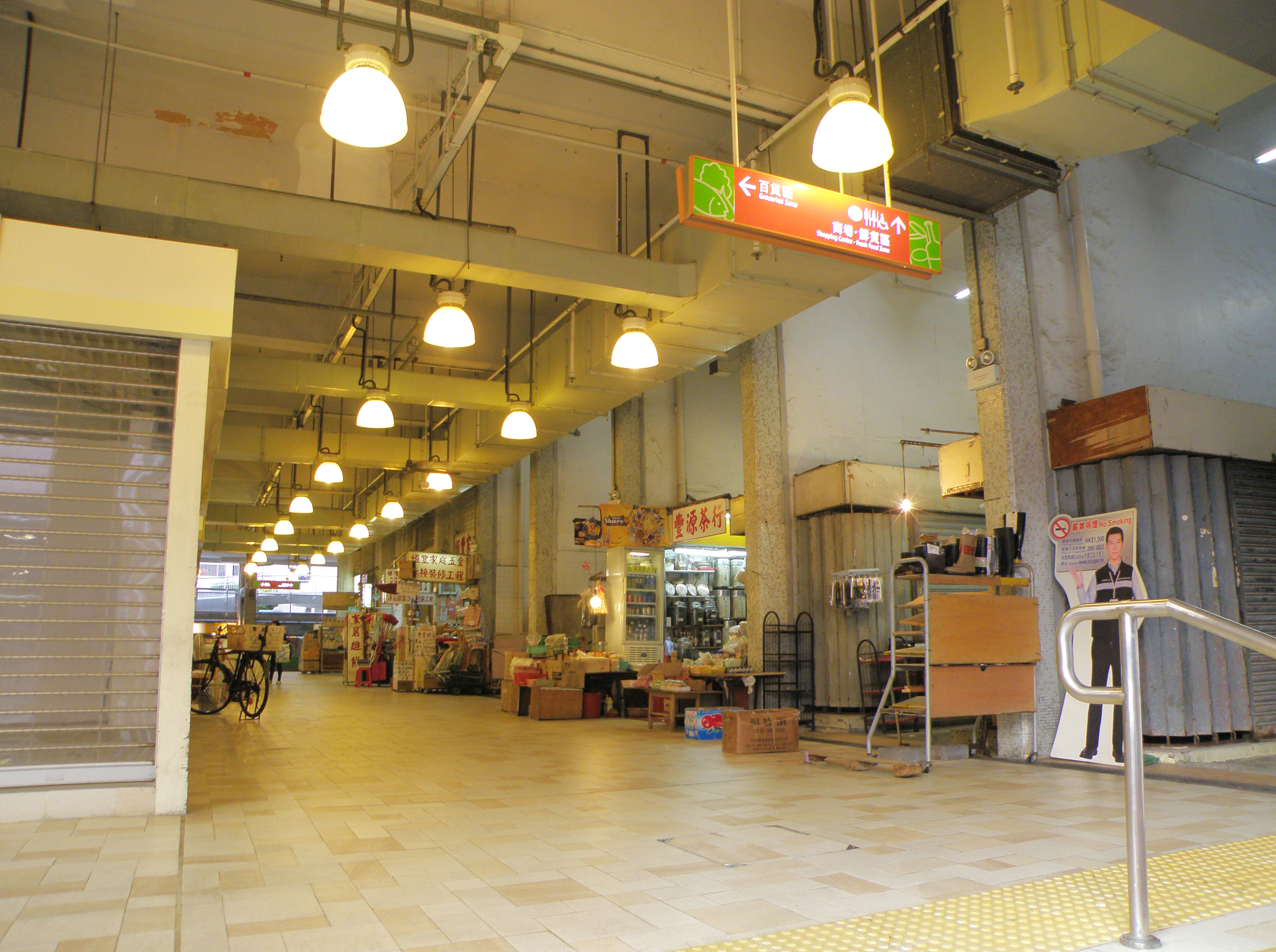
翻新前的麗閣街市，有高達8成檔位空置（2015年）
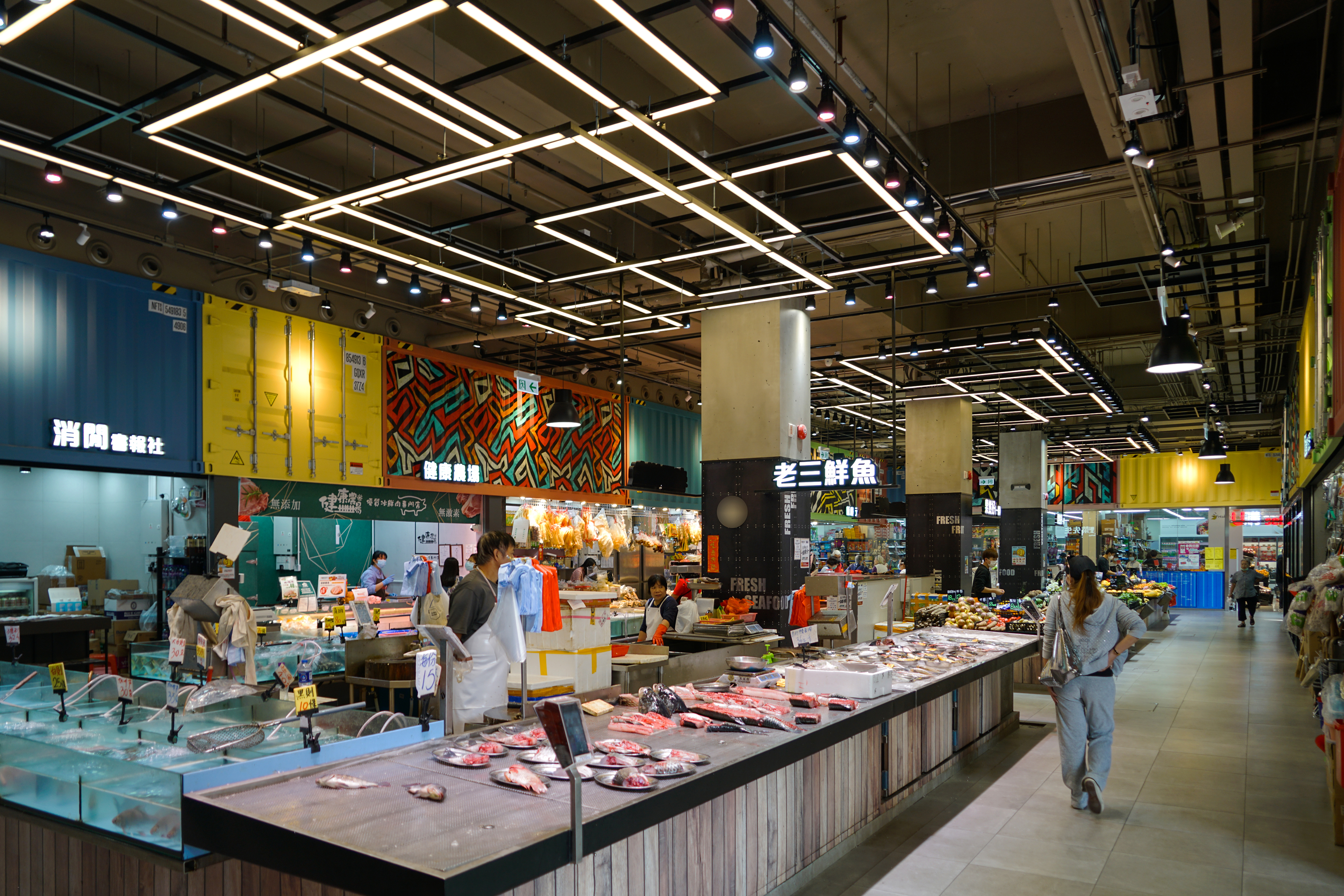
2019年11月完成翻新的麗閣街市
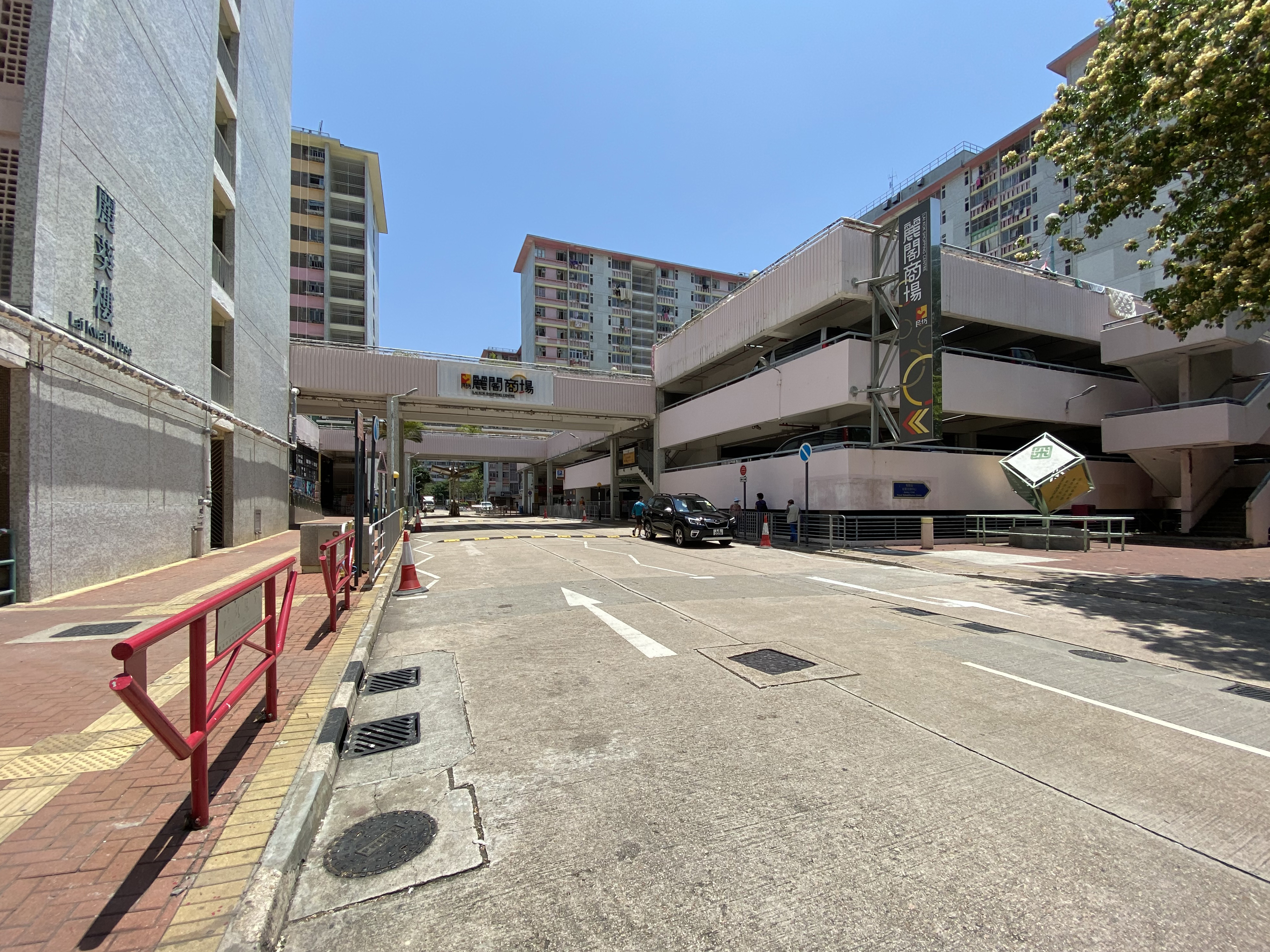
停車場

## 教育及福利設施

### 幼稚園
- 佛教曾果成中英文幼稚園（1981年創辦）（位於麗萱樓3樓平台）
- 中華基督教會基真幼稚園（1981年創辦）（位於麗蘿樓114-127號）
- 香港聖公會基愛幼兒學校（1985年創辦）（位於麗菊樓地下103-116及118室）
- 長沙灣街坊福利會林譚燕華幼稚園（1988年創辦）（位於麗葵樓3樓310-316室，將遷往一路之隔的麗翠苑[12]）

### 綜合青少年服務中心
- 香港小童群益會賽馬會長沙灣青少年綜合服務中心（位於麗荷樓地下101-120室）

### 安老院
- 明愛麗閣苑（位於麗蘿樓2樓）

### 長者鄰舍中心
- 明愛麗閣長者中心（位於麗荷樓3樓306-310室）

## 圖片庫

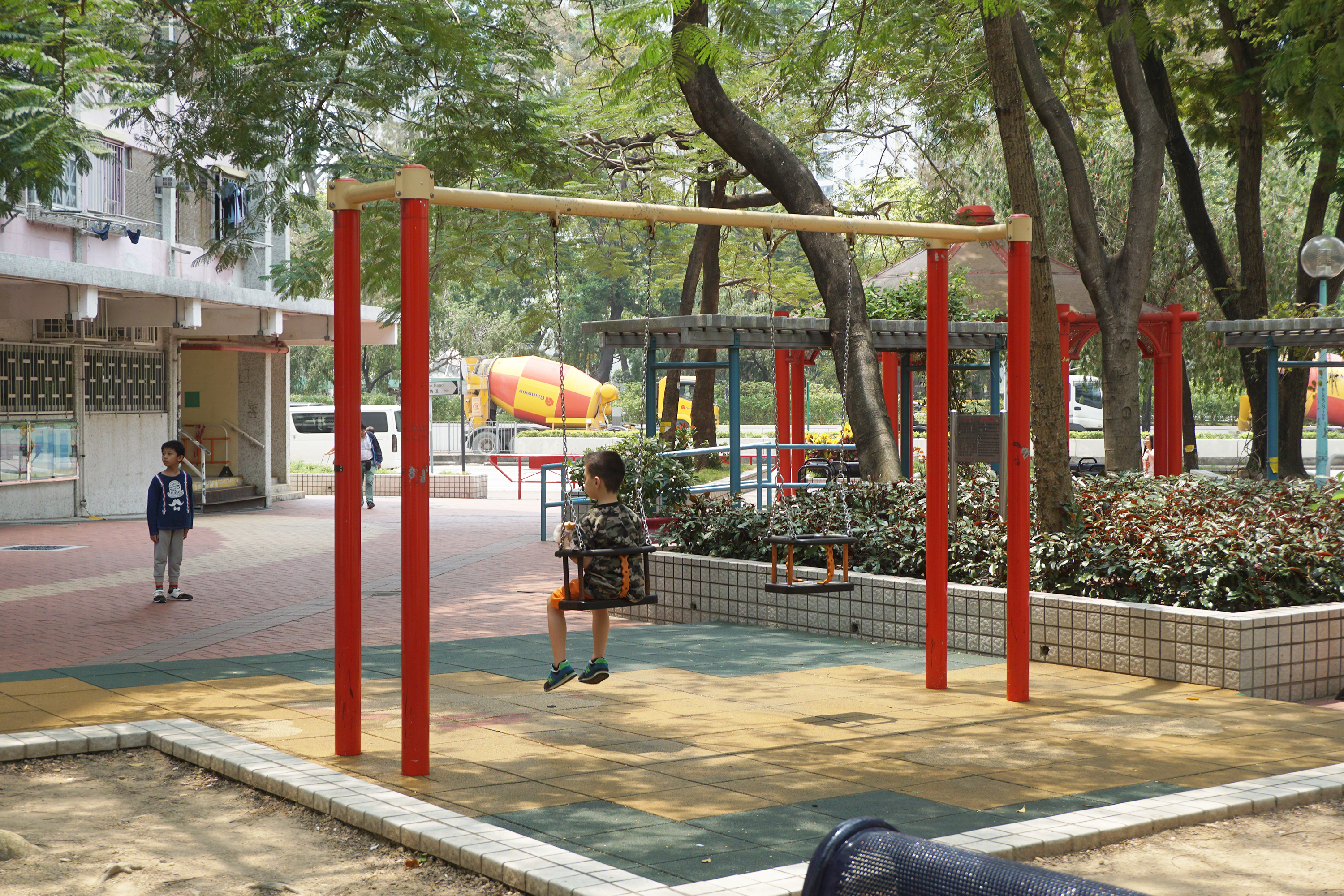
小童鞦韆
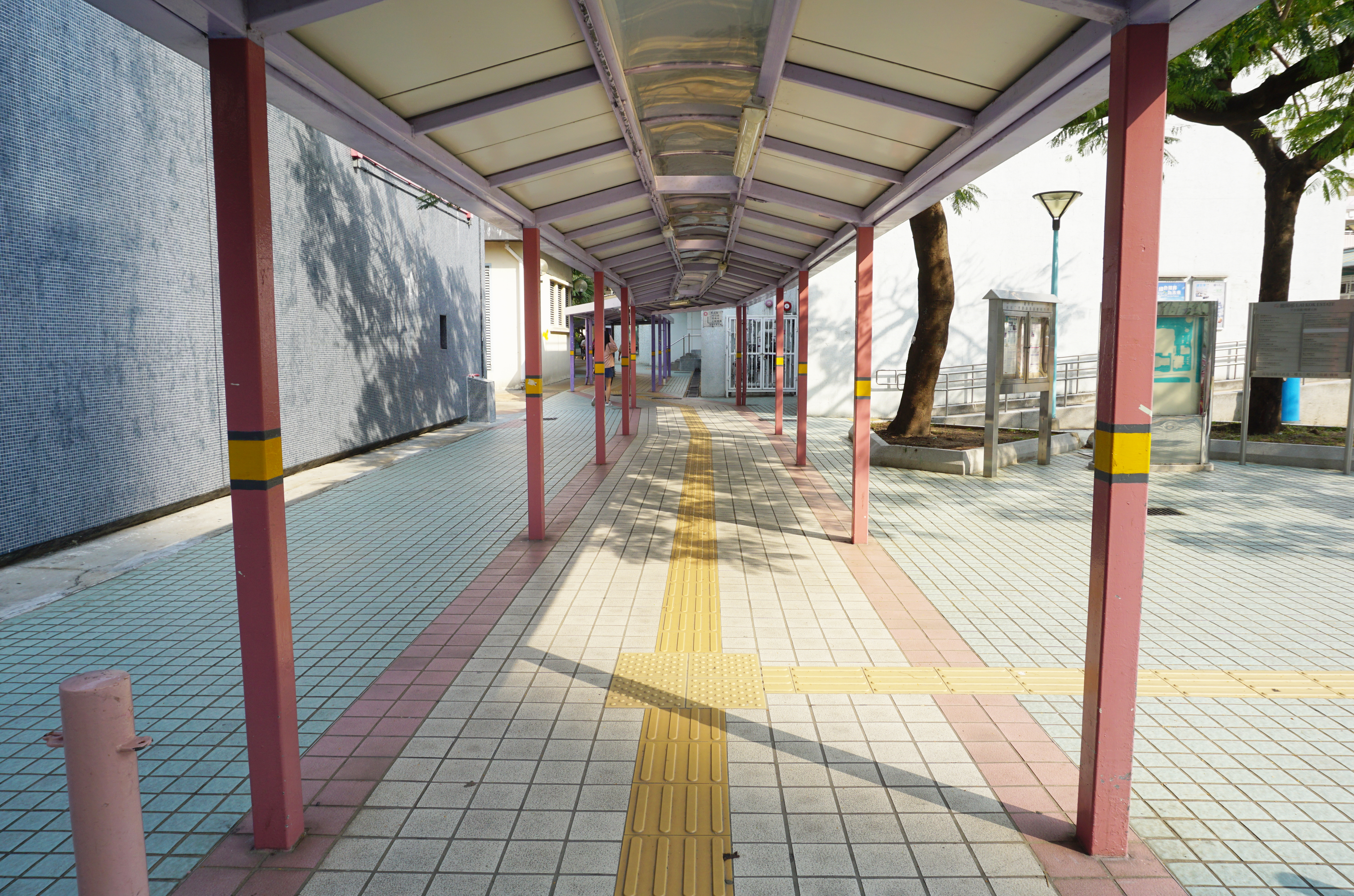
麗閣邨有蓋行人通道
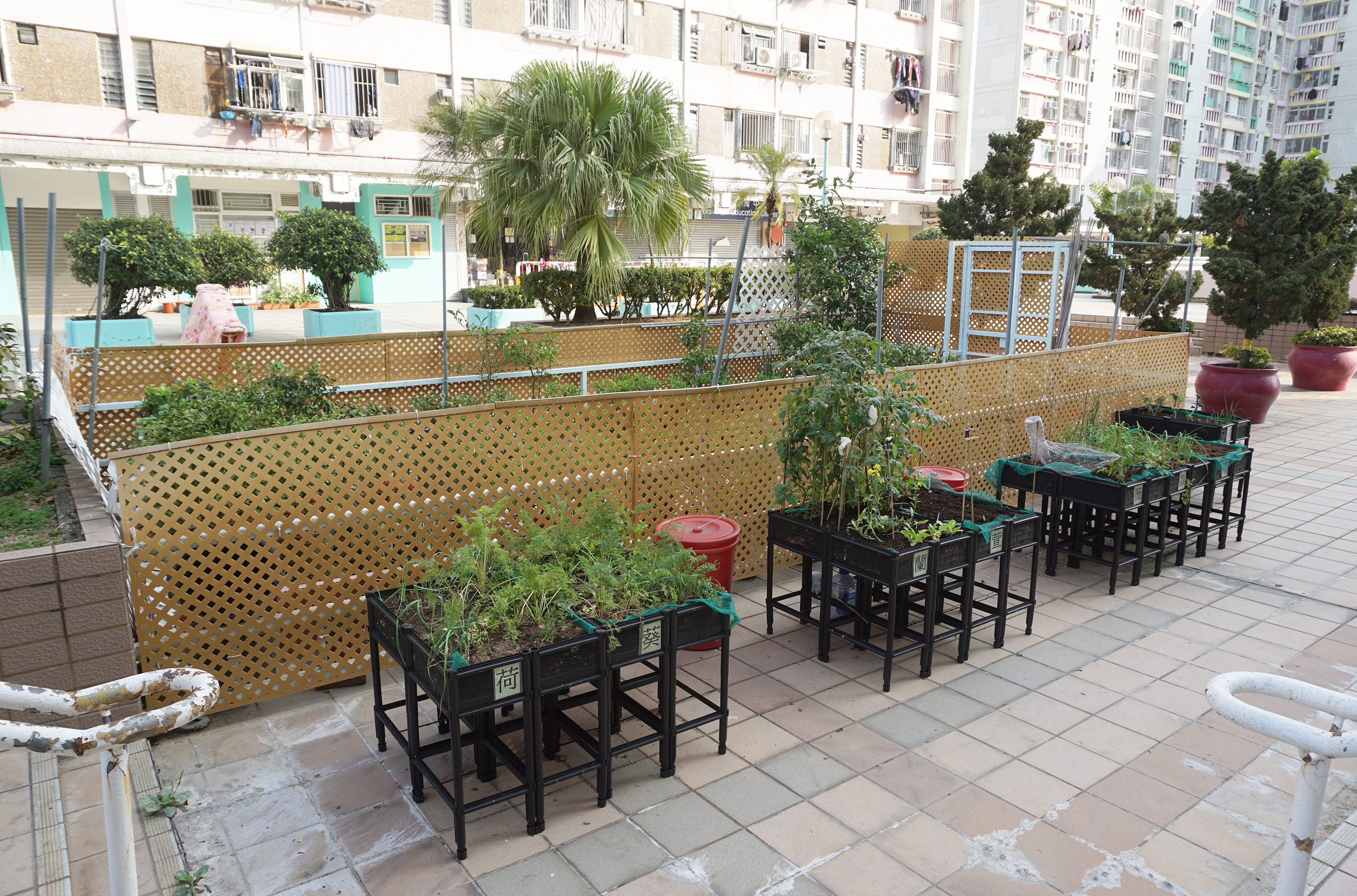
平台社區園圃
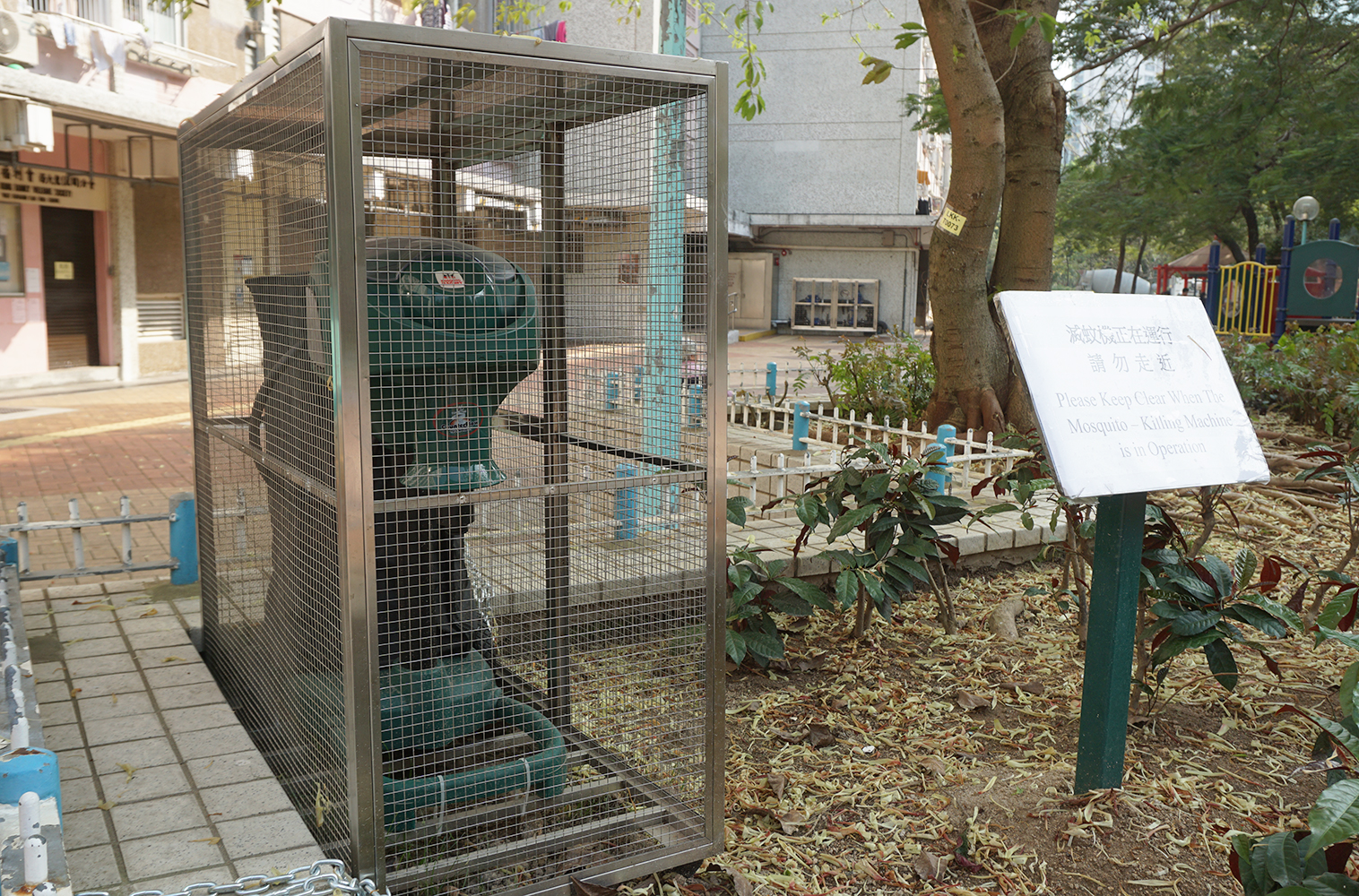
滅蚊機
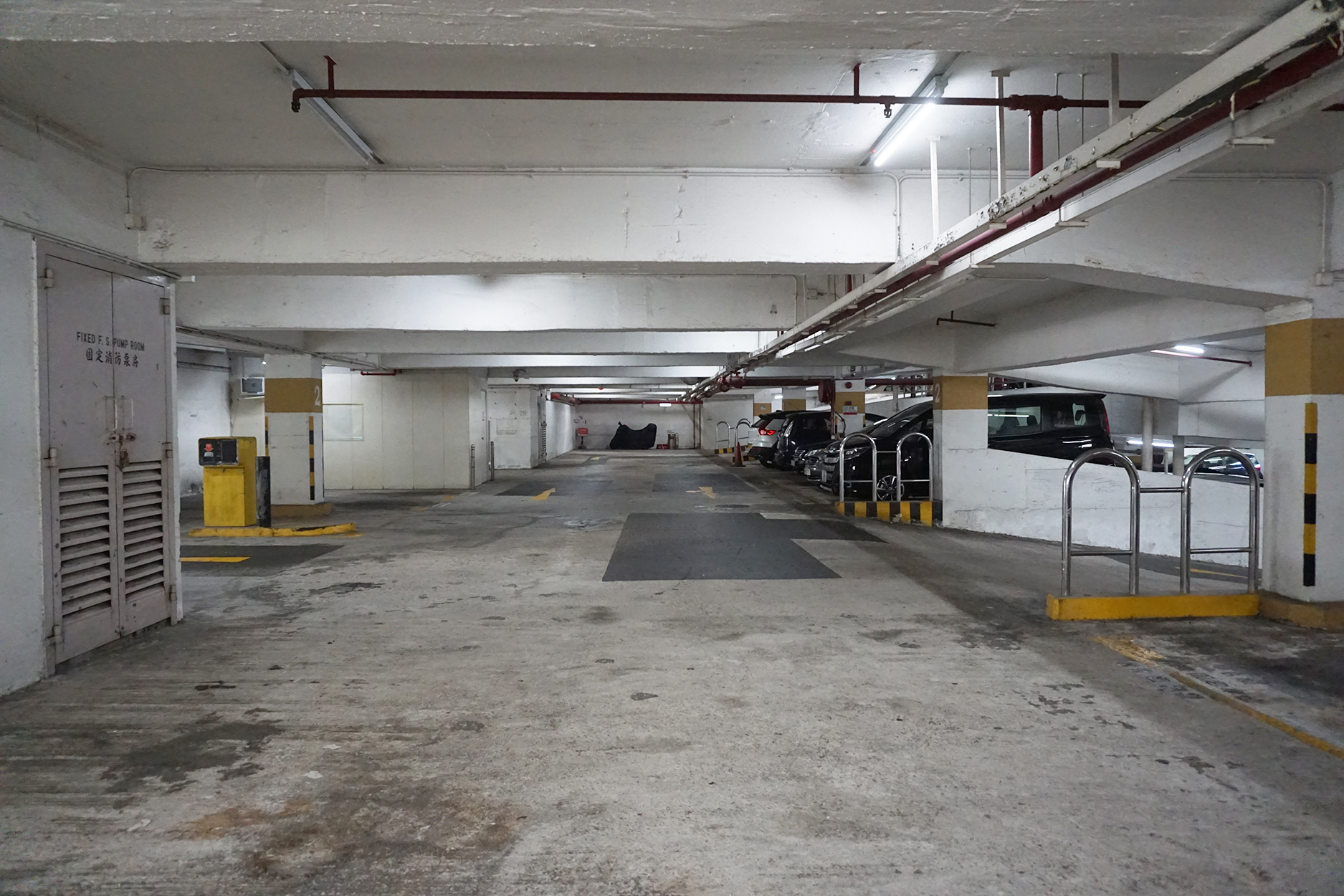
停車場內貌

## 所屬區議會
麗閣邨與毗鄰的麗安邨、怡閣苑以及怡靖苑都是同屬深水埗區議會下轄的麗閣選區。前任區議員為香港民主民生協進會成員李炯。

### 歷屆議員
| 選區名稱 | 屆別                 | 議員   | 政治聯繫      | 政治聯繫        | 議員                              | 政治聯繫                          | 政治聯繫                          |
| -------- | -------------------- | ------ | ------------- | --------------- | --------------------------------- | --------------------------------- | --------------------------------- |
| 長沙灣   | 1982年－1985年       | 黃平漢 |               | 無黨籍          | 定為單議席選區                    | 定為單議席選區                    | 定為單議席選區                    |
| 長沙灣   | 1985年－1988年       | 黃平漢 | 邱麗娥        | 無黨籍          |                                   | 無黨籍                            |                                   |
| 長沙灣   | 1988年－1991年       | 黃平漢 | 邱麗娥        | 無黨籍          |                                   | 無黨籍                            |                                   |
| 長沙灣   | 1991年－1994年       | 黃仲棋 |               | 民協            | 原長沙灣選區分拆出 寶麗及麗閣選區 | 原長沙灣選區分拆出 寶麗及麗閣選區 | 原長沙灣選區分拆出 寶麗及麗閣選區 |
| 麗閣     | 1994年－1999年       | 黃仲棋 | 民協 → 民主黨 |                 | 原長沙灣選區分拆出 寶麗及麗閣選區 | 原長沙灣選區分拆出 寶麗及麗閣選區 | 原長沙灣選區分拆出 寶麗及麗閣選區 |
| 麗閣     | 2000年－2003年       | 黃仲棋 |               | 民主黨          | 原長沙灣選區分拆出 寶麗及麗閣選區 | 原長沙灣選區分拆出 寶麗及麗閣選區 | 原長沙灣選區分拆出 寶麗及麗閣選區 |
| 麗閣     | 2003年               | 黎慧蘭 |               | 民協            | 原長沙灣選區分拆出 寶麗及麗閣選區 | 原長沙灣選區分拆出 寶麗及麗閣選區 | 原長沙灣選區分拆出 寶麗及麗閣選區 |
| 麗閣     | 2004年－2007年       | 馮檢基 |               | 民協            | 原長沙灣選區分拆出 寶麗及麗閣選區 | 原長沙灣選區分拆出 寶麗及麗閣選區 | 原長沙灣選區分拆出 寶麗及麗閣選區 |
| 麗閣     | 2008年－2011年       | 馮檢基 |               | 民協            | 原長沙灣選區分拆出 寶麗及麗閣選區 | 原長沙灣選區分拆出 寶麗及麗閣選區 | 原長沙灣選區分拆出 寶麗及麗閣選區 |
| 麗閣     | 2012年－2015年       | 馮檢基 |               | 民協            | 原長沙灣選區分拆出 寶麗及麗閣選區 | 原長沙灣選區分拆出 寶麗及麗閣選區 | 原長沙灣選區分拆出 寶麗及麗閣選區 |
| 麗閣     | 2016年－2019年       | 陳穎欣 |               | 工聯會 · 民建聯 | 原長沙灣選區分拆出 寶麗及麗閣選區 | 原長沙灣選區分拆出 寶麗及麗閣選區 | 原長沙灣選區分拆出 寶麗及麗閣選區 |
| 麗閣     | 2020年－2021年7月8日 | 李炯   |               | 民協            | 原長沙灣選區分拆出 寶麗及麗閣選區 | 原長沙灣選區分拆出 寶麗及麗閣選區 | 原長沙灣選區分拆出 寶麗及麗閣選區 |
| 麗閣     | 2021年7月9日－2023年 | 待補選 | 待補選        | 待補選          | 原長沙灣選區分拆出 寶麗及麗閣選區 | 原長沙灣選區分拆出 寶麗及麗閣選區 | 原長沙灣選區分拆出 寶麗及麗閣選區 |

## 附近屋苑／建築
麗閣邨鄰近長沙灣道和荔枝角道，而長沙灣道是各條大部份來往新界西的巴士線必經之路，交通十分方便。屋邨同時鄰近西九龍中心。
- 怡閣苑
- 麗安邨
- 怡靖苑
- 西九龍中心
- 長沙灣站
- 丽翠苑
- 长沙湾邨
- 丽阁巴士總站
- 元州邨

## 外部連結
- 房委會物業位置及資料 麗閣邨（页面存档备份，存于）
- 房委會物業位置及資料 怡閣苑（页面存档备份，存于）
- 公共屋邨原擬名稱（页面存档备份，存于）
- 房委會物業位置及資料 麗閣邨 （页面存档备份，存于）
- 房委會物業位置及資料 怡閣苑 （页面存档备份，存于）